# Ligue de diamant 2010 - saut en hauteur féminin
Navigation
2011
Le concours du saut en hauteur féminin de la Ligue de Diamant 2010 s'est déroulé du 14 mai au 27 août 2010. La compétition a fait successivement étape à Doha, Oslo, Rome, Paris, Stockholm et Londres, la finale se déroulant à Bruxelles. L'épreuve est remportée par la Croate Blanka Vlašić qui s'adjuge sept victoires en sept meetings.

## Calendrier
| Date            | Meeting                         | Ville     | Pays        |
| --------------- | ------------------------------- | --------- | ----------- |
| 14 mai 2010     | Qatar Athletic Super Grand Prix | Doha      | Qatar       |
| 4 juin 2010     | Bislett Games                   | Oslo      | Norvège     |
| 10 juin 2010    | Golden Gala                     | Rome      | Italie      |
| 16 juillet 2010 | Meeting Areva                   | Paris     | France      |
| 6 août 2010     | DN Galan                        | Stockholm | Suède       |
| 13 août 2010    | Aviva London Grand Prix         | Londres   | Royaume-Uni |
| 27 août 2010    | Mémorial Van Damme              | Bruxelles | Belgique    |

## Faits marquants
Grande favorite de la compétition, la championne du monde en titre croate Blanka Vlašić s'impose lors du premier meeting de la saison à Doha avec un saut à 1,98 m, devançant au nombre d'essais l'Américaine Chaunté Howard-Lowe. Auteur de la meilleure performance de l'année avec 2,04 m, Howard-Lowe s'incline une nouvelle fois face à Vlašić lors du meeting d'Oslo, effaçant la barre de 2,01 m à son deuxième essai.

## Résultats
| Date | Meeting   | 1er                  | 1er   | 2e                           | 2e    | 3e                       | 3e    |
| --- | --------- | -------------------- | ----- | ---------------------------- | ----- | ------------------------ | ----- |
| 14 mai 2010 | Doha      | Blanka Vlašić 1,98 m | 4 pts | Chaunté Howard 1,98 m        | 2 pts | Ruth Beitia 1,94 m       | 1 pt  |
| 4 juin 2010 | Oslo      | Blanka Vlašić 2,01 m | 4 pts | Chaunté Howard 2,01 m        | 2 pts | Levern Spencer 1,94 m    | 1 pt  |
| 10 juin 2010 | Rome      | Blanka Vlašić 2,03 m | 4 pts | Chaunté Howard 2,03 m        | 2 pts | Levern Spencer 1,95 m    | 1 pt  |
| 16 juillet 2010 | Paris     | Blanka Vlašić 2,02 m | 4 pts | Chaunté Howard 2,00 m        | 2 pts | Svetlana Shkolina 1,96 m | 1 pt  |
| 6 août 2010 | Stockholm | Blanka Vlašić 2,02 m | 4 pts | Chaunté Howard 2,00 m        | 2 pts | Emma Green 1,94 m        | 1 pt  |
| 13 août 2010 | Londres   | Blanka Vlašić 2,01 m | 4 pts | Ruth Beitia 1,91 m           | 2 pts | Irina Gordeyeva 1,91 m   | 1 pt  |
| 27 août 2010 | Bruxelles | Blanka Vlašić 2,00 m | 8 pts | Antonietta Di Martino 1,98 m | 4 pts | Emma Green 1,98 m        | 2 pts |
| Records et Performances - AR : Record continental (area record) - CR : Record des championnats (championship record) - MR : Record du meeting (meet record) - NR : Record national (national record) - OR : Record olympique (olympic record) - PR : Record paralympique (paralympic record) - PB : Record personnel (personal best) - SB : Meilleure performance personnelle de la saison (season's best) - WL : Meilleure performance mondiale de l'année (world leader) - WJR : Record du monde junior (world junior record) - WR : Record du monde (world record) Circonstances et Conditions - DNF : N'a pas terminé (did not finish) - DNS : N'a pas pris le départ (did not start) - DQ : Disqualification (disqualification) - NM : Aucun essai valable enregistré (No Mark) - Q : Qualifié « directement » au prochain tour (ou à la prochaine compétition), lors d'une compétition majeure, grâce au classement ou à la réalisation des minima (automatic qualifier) - q : Qualifié au prochain tour (ou à la prochaine compétition), lors d'une compétition majeure, grâce au repêchage ou à la réalisation de l'une des meilleures performances parmi celles des « non qualifiés directement » (grâce au meilleur temps ou à la meilleure distance par exemple) (secondary qualifier) |           |                      |       |                              |       |                          |       |

## Classement général
| Rang | Athlète                           | Points |
| ---- | --------------------------------- | ------ |
| 1    | Blanka Vlašić                     | 32     |
| 2    | Antonietta Di Martino             | 4      |
| 3    | Emma Green-Tregaro                | 3      |
| 4    | Ruth Beitia                       | 3      |
| 5    | Levern Spencer                    | 2      |
| 6    | Svetlana Shkolina Irina Gordeyeva | 1      |